# Сухоцкая, Нина Станиславовна
Нина Станиславовна Сухоцкая (1906—1988) — советская актриса, театральный режиссёр и педагог.

## Биография
Родилась 7 февраля 1906 года в Москве в семье Станислава Донатовича Сухоцкого и его жены Жанны Севериновны Коонен. Племянница актрисы Алисы Коонен.
В 1923 году поступила на актёрский факультет Государственных экспериментально–театральных мастерских при Московском Камерном театре под руководством Александра Таирова, который окончила в 1927 году. По окончании обучения была принята в труппу Камерного театра. У молодой актрисы рано обнаружилась тяга к режиссуре, и Таиров сделал её своим ассистентом на многих постановках, но самостоятельных работ не давал. 
В 1935—1936 годах — педагог по мастерству актёра в техникуме при Камерном театре и руководитель театрального кружка Бауманского Дома Культуры.
В 1936 году, покинув Камерный театр, возглавила театральную студию при Московском городском доме пионеров. В 1939—1941 годах параллельно работала в Театре кукол, где поставила «Терем-теремок» по сказке Самуила Маршака. Принимала участие в работе над программой пародийных миниатюр по пьесе «Концерт-варьете» поэта-обэриута Александра Введенского.
В 1941 году с началом Великой Отечественной войны с двухлетним ребёнком эвакуировалась в Ташкент, где руководила театральной студией при Дворце пионеров им. Сталина. В 1942 году приняла предложение Таирова войти в штат Камерного театра режиссёром. В 1945 году наконец получила самостоятельную постановку – «Верные сердца» по пьесе Ольги Берггольц и Георгия Макогоненко «Они жили в Ленинграде». Одновременно прошла трёхлетнюю ассистентуру в Институте повышения квалификации режиссёров. Однако в 1949 году Камерный театр был закрыт.
В 1949—1955 годах — руководитель театральной студии Московского дома пионеров и методист по театральной работе с детьми.
В 1949—1966 годах преподавала во Всесоюзном государственном институте кинематографии, с 1963 года – доцент кафедры мастерства актёра и режиссуры. Отвечала за актёрское мастерство в актёрско-режиссёрских мастерских Михаила Ромма и Григория Козинцева.
В 1970—1975 годах — доцент кафедры режиссуры Государственного института театрального искусства (ГИТИС). 
Много лет работала на радио как автор и режиссёр литературных композиций по произведениям Ф. М. Достоевского, А. С. Пушкина и других писателей. 
Соавтор учебного пособия «Как читать стихи» (1966, совместно с В. М. Терешкович).
Нина Сухоцкая дружила с Фаиной Раневской, которая называла её «Нинтик». В 1934 году они вместе снимались в фильме Михаила Ромма «Пышка».
Умерла 30 августа 1988 года в Москве. Похоронена на Введенском кладбище рядом с родными (13 уч.).
В Российском государственном архиве литературы и искусства имеются документы, относящиеся к Н. С. Сухоцкой.